# Jerry Karl
Jerry Karl (ur. 29 kwietnia 1941 roku w Jamaica, zm. 16 lutego 2008 roku w Baltimore) – amerykański kierowca wyścigowy.

## Kariera
Karl rozpoczął karierę w międzynarodowych wyścigach samochodowych w 1969 roku od startów w USAC National Championship. Z dorobkiem sześćdziesięciu punktów został sklasyfikowany na 53 pozycji w końcowej klasyfikacji kierowców. W późniejszym okresie Amerykanin pojawiał się także w stawce USAC National Silver Crown, SCCA/USAC F5000 Championship, SCCA Molson Diamond Citicorp Can-Am Challenge Can-Am Challenge, CART Indy Car World Series oraz Indianapolis 500.
W CART Indy Car World Series Karl startował w latach 1980-1985. Najlepszy wynik Amerykanin osiągnął w 1981 roku, kiedy uzbierane trzynaście punktów dało mu 28 miejsce w klasyfikacji generalnej.